# Limnonectes macrocephalus
Limnonectes macrocephalus är en groddjursart som först beskrevs av Robert F. Inger 1954.  Limnonectes macrocephalus ingår i släktet Limnonectes och familjen Dicroglossidae. IUCN kategoriserar arten globalt som nära hotad. Inga underarter finns listade i Catalogue of Life.